# Anopheles atroparvus
Anopheles atroparvus ist eine Art der Malariamücken (Anopheles), die lange Zeit als einziger Überträger der Malaria nördlich der Alpen galt. Die Art wird zur Anopheles-maculipennis-Gruppe innerhalb der Malariamücken gezählt. Die Artnamen Anopheles cambournaci (Roubaud und Treillard) und Anopheles fallax (Roubaud) sind Synonyme.
Sie kommt entlang der Küsten Europas vor und wurde beispielsweise in Schweden, Dänemark, Deutschland, Holland, Frankreich, England, Spanien, Portugal, Ungarn sowie am Schwarzen Meer und dem Asowschen Meer  gefunden. In Deutschland ist sie entlang der Küsten von Nord- und Ostsee die dominierende Anopheles-Art. Im Binnenland tritt sie nur vereinzelt auf, meist in Regionen mit stark mineralhaltigem Wasser. 
Es konnte noch nicht eindeutig geklärt werden, ob Anopheles atroparvus eine höhere Toleranz für Brackwasser hat als andere Arten. Die Larven entwickeln sich meist in Gräben, Viehtränken und Tümpeln, die ohne Beschattung in der Sonne liegen. Die Art überwintert in Viehställen, dort sind diese Mücken auch das ganze Jahr über anzutreffen.
Die als Marschenfieber bekannte Malaria in Teilen Norddeutschlands wurde hauptsächlich durch Anopheles atroparvus übertragen. Diese Art war auch in den Niederlanden, Spanien und Portugal Hauptüberträger der Malaria.